# Francesc de Paula Burguera
Pour les articles homonymes, voir Paula, Burguera et Escrivà.
Francesc de Paula Burguera i Escrivà, né le 13 juillet 1928 à Sueca (Espagne) et mort dans la même ville le 16 octobre 2015 à 87 ans, est un poète, dramaturge, homme politique, essayiste et journaliste valencianiste.

## Biographie
Ami de Joan Fuster (lui aussi originaire de Sueca) depuis l'âge de 15 ans, il s'intéresse très tôt aux questions relatives au peuple valencien et à son avenir et défend une posture valencianiste proche de celui-ci, bien qu'éloignée de ses principes marxistes et plus proche d'une conception politique libérale. Poète dans un premier temps, puis dramaturge, il publie également dans divers journaux (Levante-EMV, Las Provincias, Madrid, Avui, El País, Saó) et pour l’agence de presse Europa Press des articles d'analyse politique.

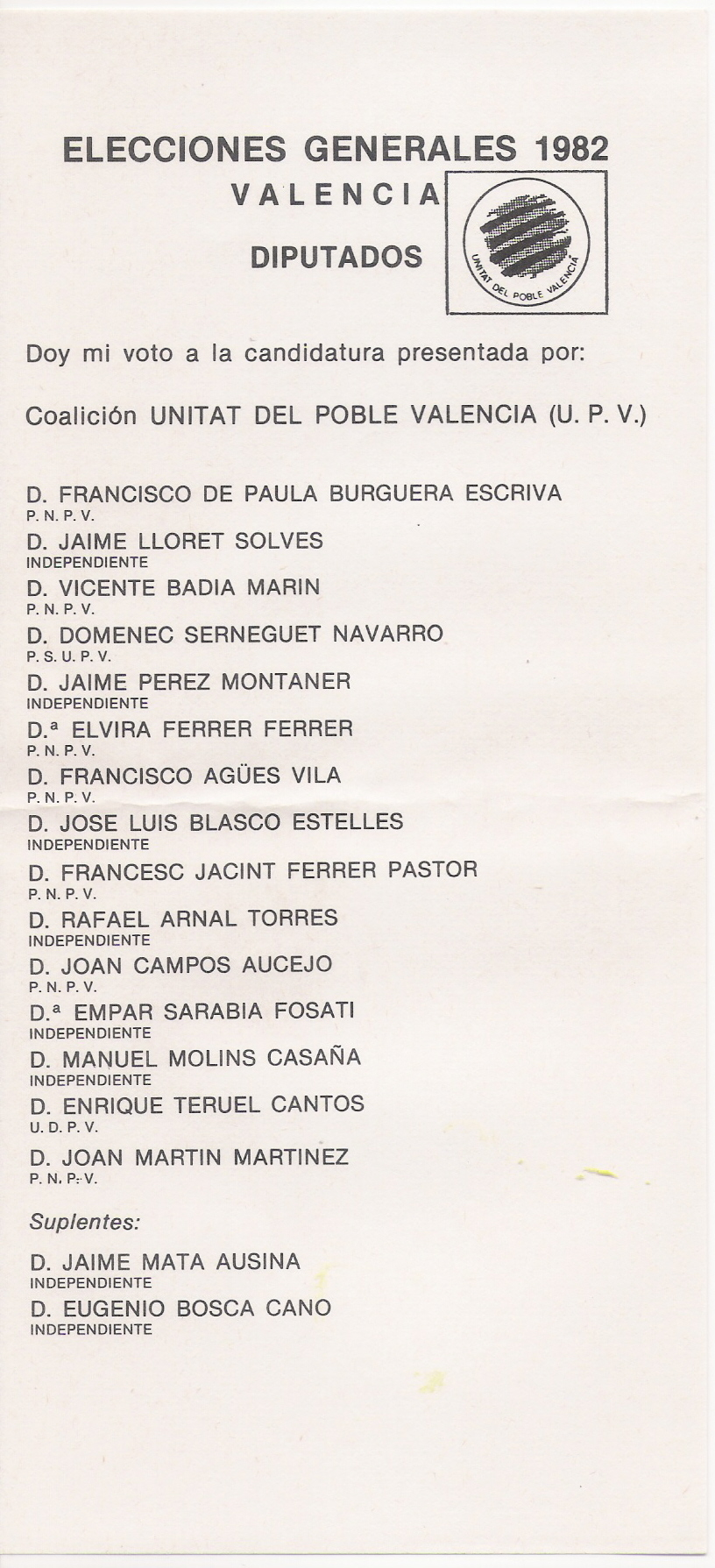
Bulletin de vote de la liste d'UPV aux élections générales espagnoles de 1982, avec Burguera en tête.

À la fin du franquisme, pendant la Transition, il fonde avec Joaquín Muñoz Peirats le Parti démocrate libéral du Pays valencien (PDLPV), dont il est secrétaire général, et est élu député au Congrès en 1977 en intégrant la coalition de l'Union du centre démocratique (UCD). Lorsque l'UCD devient un parti, Burguera abandonne le groupe parlementaire centriste, intègre le groupe mixte puis fonde le Parti nationaliste du Pays valencien (PNPV) en octobre 1978,. Avec l'Agrupament d'Esquerres (« regroupement de gauches »), il débouche sur Unitat del Poble Valencià (UPV).
Il se retire de la politique en 1983 et poursuit son travail de journaliste.
En 1990 il publie És més senzill encara: Digueu-li Espanya, qui obtient le Prix d'essai Joan Fuster,.
En 1998 il reçoit la Creu de Sant Jordi.
Entre 2005 et 2008 il préside la plate-forme civique Valencians pel Canvi.
Il continue de collaborer avec certains journaux de façon ponctuelle, essentiellement en tant que commentateur politique.
Francesc de Paula Burguera meurt le 16 octobre 2015 à l'âge de 87 ans,.

## Œuvres
- (ca) Ara sóc ací, Valence, Editorial Torre, 1949, 1re éd.
- (ca) És més senzill encara : digueu-li Espanya, Valence, Tres i Quatre, 1991, 1re éd., 255 p. (ISBN 84-7502-302-9)
- (ca + es) (préf. Francesc Bayarri, Antoni Furió, Gustau Muñoz, Francesc Pérez Moragón), Des de la trinxera periodística: Articles 2003-2009, Valence, Universitat de València, 2010, 222 p.  (ISBN 978-84-370-7782-6)